# Organización Nacional de Investigaciones Agrícolas y Alimentarias
El Instituto Nacional de Investigación y Desarrollo de la Organización de Investigación Agrícola y Alimentaria NARO (Japonés : 国立研究開発法人 農業・食品産業技術総合研究機構, e Inglés : National Agriculture and Food Research Organization, NARO) es una investigación nacional y corporación de desarrollo dependiente del "Ministerio de Agricultura, Silvicultura y Pesca", que tiene su sede en la Prefectura de Ibaraki, ciudad de Tsukuba, 3-1-1 Kannondai, 305-8517. El nombre de la comunicación (nombre común) es "Organización de Investigación Agrícola y Alimentaria, NARO". Consta de una sede, 5 centros regionales de investigación agrícola, 7 divisiones de investigación y 3 centros de investigación prioritarios.
El Museo de Ciencias Agrícolas para la Alimentación y la Agricultura se instala en la sede como una instalación turística para el público en general y está abierto al público de forma gratuita.

## Historia
En 2001, se estableció la Organización Nacional de Investigación Agrícola basada en institutos de investigación y estaciones experimentales de MAFF. Se fusionó con una institución de investigación en 2003 y con otros dos institutos de investigación en 2006, y luego se renombró con el nombre actual, "Organización Nacional de Investigación Agrícola y Alimentaria".  Muchos de los institutos y centros de investigación que constituyen NARO tienen una historia de más de 100 años.

## Organización
Centro de Investigación Agrícola de NARO Tohoku
- Sede (Tsukuba)
- Centro de Investigación Agrícola de NARO (NARO / ARC) (Tsukuba)
- Instituto NARO de Ciencias de los Cultivos (NICS) (Tsukuba)
- Instituto NARO de Ciencia de Árboles Frutales (NIFTS) (Tsukuba)
- Instituto NARO de Ciencias de la Floricultura (NIFS) (Tsukuba)
- Instituto NARO de Ciencia de Vegetales y Té (NIVTS) (Tsu)
- Instituto NARO de Ciencias Ganaderas y Pastizales (NILGS) (Tsukuba)
- Instituto Nacional de Sanidad Animal (NIAH) (Tsukuba)
- Instituto Nacional de Ingeniería Rural (NIRE) (Tsukuba)
- Instituto Nacional de Investigación de Alimentos (NFRI) (Tsukuba)
- Centro de Investigación Agrícola de NARO Hokkaido (NARO / HARC) (Sapporo)
- Centro de Investigación Agrícola de NARO Tohoku (NARO / TARC) (Morioka)
- Centro de Investigación Agrícola de la Región Occidental de NARO (NARO / WARC) (Fukuyama)
- NARO Kyushu Okinawa Agricultural Research Center (NARO / KARC) (Kōshi)
- Institución de Avance de Investigación de Tecnología Bio-orientada de NARO (BRAIN) (Saitama)[2]

## Empleados
El número de empleados es el siguiente:
- Investigadores: 1.542
- Personal administrativo: 598
- Personal técnico: 528
- Número total de empleados: 2.677 (al 1 de abril de 2013)[2]